# IHI Corporation
IHI Corporation (яп. 株式会社IHI, Кабусікі-ґайся IHI), що раніше називалася Ishikawajima-Harima Heavy Industries Co., Ltd. (яп. 石川島播磨重工業株式会社, Ісікавадзіма харіма дзю:ко:гьо: Кабусікі-ґайся) — японська компанія, що виробляє кораблі, авіаційні двигуни, турбонаддуви для автомобілів, промислові машини, котли для електростанцій та інше обладнання.

## Історія
До 1945 року існували окремі компанії: в 1853 році була заснована компанія Ishikawajima Shipyard, в 1876 році — Ishikawajima Hirano Shipyard, в 1889 році — Ishikawajima Shipbuilding & Engineering Co., Ltd., в 1907 році — Harima Dock Co., Ltd., в 1924 році — Ishikawajima Aircraft Manufacturing Co., Ltd. (надалі New Tachikawa Aircraft Co., Ltd.), у 1936 році — Ishikawajima Shibaura Turbine Co., Ltd., в 1941 році — Nagoya Shipbuilding Co., Ltd.
У 1945 році компанія Ishikawajima Hirano Shipyard після зміни двох назв заснувала компанію Ishikawajima Heavy Industries Co., Ltd. У 1954 році в результаті відділення від Harima Shipbuilding & Engineering Co., Ltd. була заснована Kure Shipbuilding & Engineering Co., Ltd.
У 1960 році відбулося злиття Ishikawajima Heavy Industries Co., Ltd. і Harima Shipbuilding & Engineering Co., Ltd. у компанію Ishikawajima-Harima Heavy Industries Co., Ltd. (IHI).
У 1986 році компанія Honda створила двигун RA166E з турбонаддувом IHI — самий потужний силовий агрегат за всю історію Формули 1.
У 2007 році компанія змінила назву на IHI Corporation.

## Підприємства в Японії
- Soma No.1 Aero-Engine Works
- Soma No.2 Aero-Engine Works
- Sunamachi Works
- Mizuho Aero-Engine Works
- Yokohama Nuclear & Chemical Components Works
- Yokohama Machinery Works
- Aichi Works
- Aioi Works
- Aioi Casting Workshop
- Kure Aero-Engine & Turbo Machinery Works[2]

## Вироби IHI Corporation

### Авіаційні двигуни
- Ishikawajima Ne-20
- Ishikawajima-Harima J3
- Ishikawajima-Harima F3
- Ishikawajima-Harima XF5
- IHI Corporation F7
- International Aero Engines V2500 (Партнер IAE/Japanese Aero Engines Corporation)

### Космічна галузь
- Метеорологічні ракети серії S- (S-210, S-310, S-520, SS-520 і SS-520-4)
- M-V Launch Vehicle
- GX Launch Vehicle (Партнер in Galaxy Express Corporation)
- Epsilon Launch Vehicle
- SRB-A[ja] твердопаливний прискорювач для РН H-IIA/H-IIB
- Рідинний ракетний двигун BT-4 (використовується в Atlas V і Antares)

### Кораблебудування
- Tokyo (DD-100), Luxury class cruise ships (1999)
- Murasame (DD-101), Murasame class destroyer
- Samidare (DD-106), Murasame class
- Akebono (DD-108), Murasame class
- Hiei (DDH-142), Haruna class destroyer
- Tokiwa (AOE-423), Towada class
- Asagiri (DD-151), Asagiri class destroyer
- Amagiri (DD-154), Asagiri class
- Umigiri (DD-158), Asagiri class
- Sawayuki (DD-125), Hatsuyuki class destroyer
- Isoyuki (DD-127), Hatsuyuki class
- Matsuyuki (DD-130), Hatsuyuki class
- Shirane, Shirane class destroyer
- Kurama (DDH-144), Shirane class

IHI Marine United Yokohama Shipyard
- JDS Chōkai, Ескадрені міноносці КРЗ типу «Конго»
- Makinami (DD-112), Takanami class destroyer
- Suzunami (DD-114), Takanami class
- Hyūga (DDH-181), Ескадренні есмінці-вертолітоносці типу "Х'юга"
- JDS Ise (DDH-182), Ескадренні есмінці-вертолітоносці типу "Х'юга"
- JS Izumo (DDH-183), Ескадрені міноносці-вертольотоносці типу «Ідзумо»
- JS Kaga (DDH-184), Izumo-class

Uraga factory, IHI Marine United
- Takanami (DD-110), Takanami class
- Yudachi (DD-103), Murasame class
- Tenryu (ATS-4203)
- Asuka (ASE-6102)

Civilian
- SSTH Ocean Arrow

## Галерея

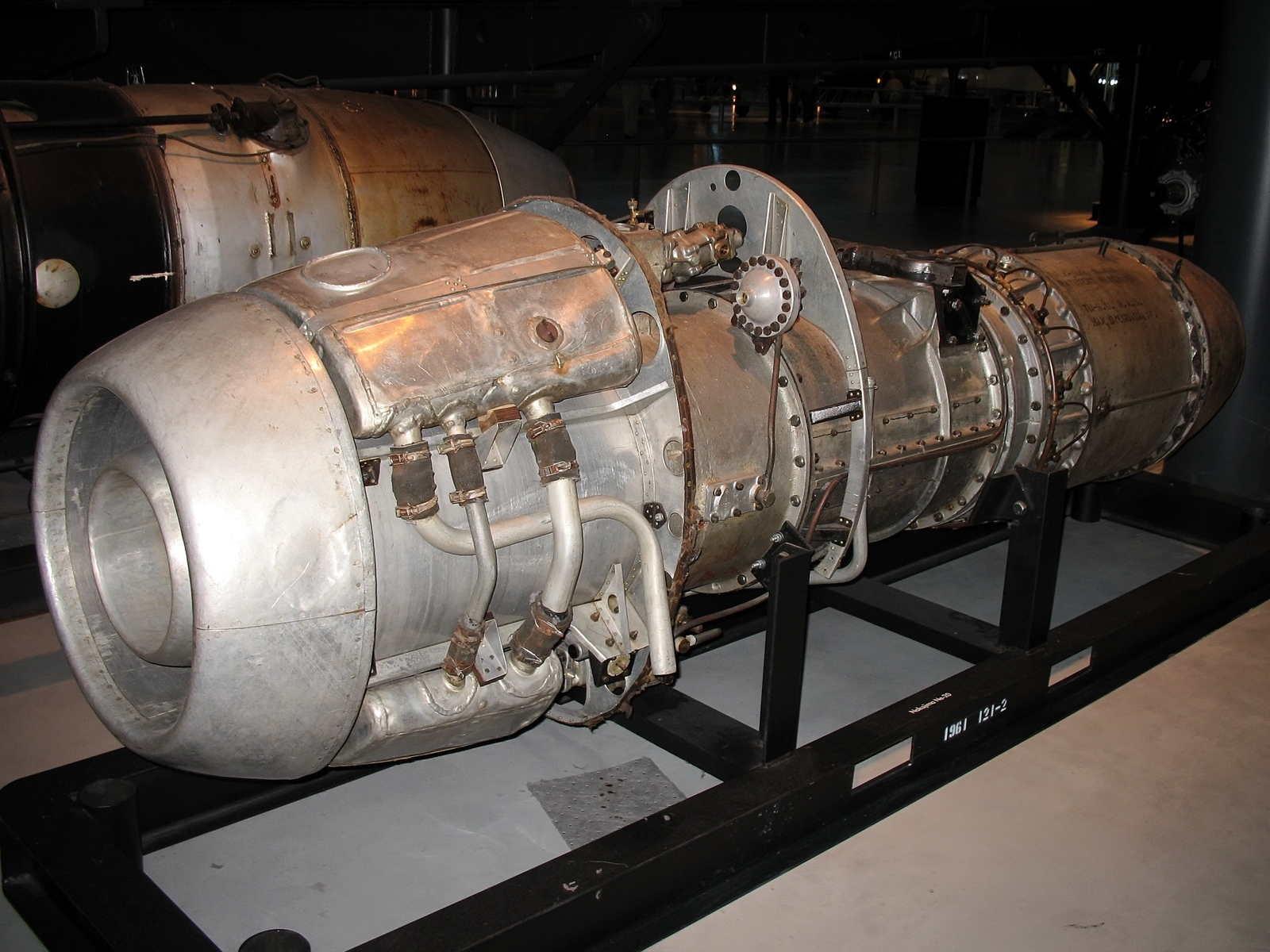
Турбореактивний двигун Ishikawajima Ne-20, перший японський реактивний авіадвигун, встановлювався на літак Nakajima J9Y у 1945 році.
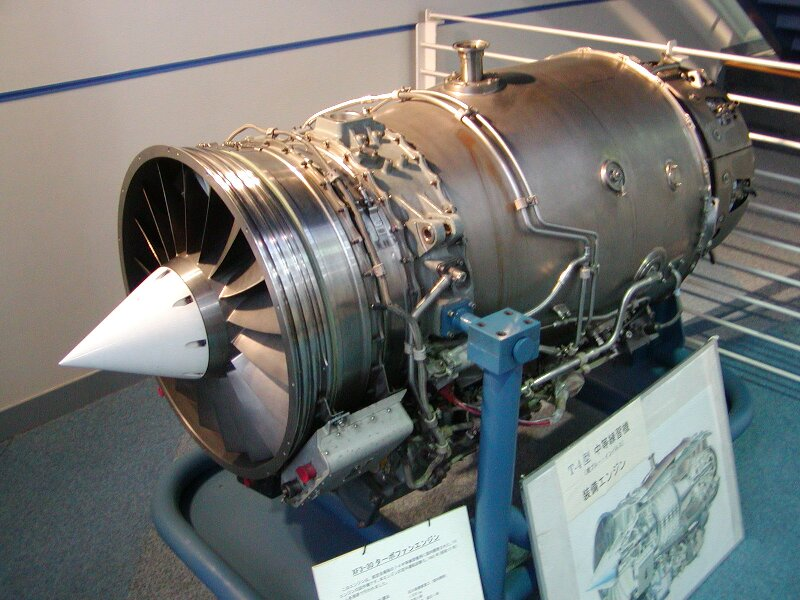
Турбореактивний двигун Ishikawajima-Harima F3, встановлювався на Kawasaki T-4.
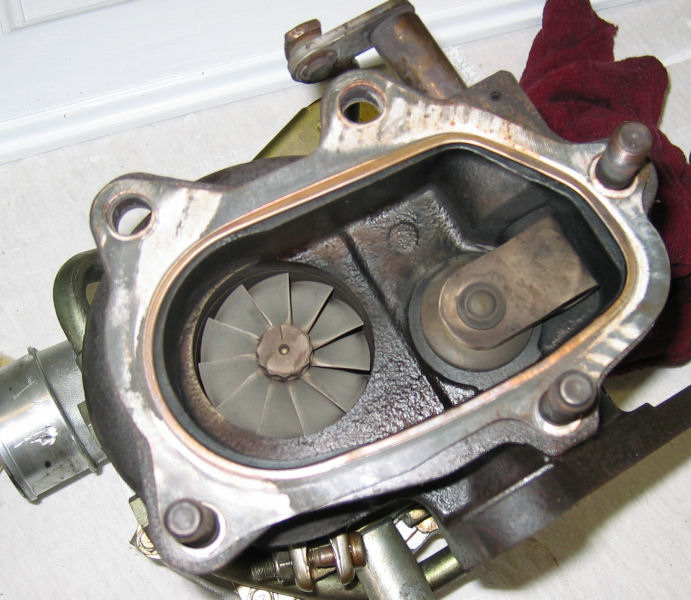
Турбокомпресор VF39 автомобіля Subaru Impreza STi.